# Rolando Monteiro
Rolando Monteiro (Rio de Janeiro, 5 de abril de 1902 — 13 de novembro de 1990) foi um médico brasileiro, fundador da Faculdade de Ciências Médicas e primeiro reitor da Universidade do Distrito Federal (UDF), atual Universidade do Estado do Rio de Janeiro (UERJ).

## Biografia
Filho do empresário português Adriano Jerónimo Monteiro (fundador e presidente da Associação dos Proprietários de Imóveis do Rio de Janeiro) e da espanhola Dolores Durán. Morou vários anos no histórico Edifício Lellis, na Avenida Atlântica, esquina com Rua Barão de Ipanema,  onde, em seu incomum apartamento térreo ajardinado, recebia amigos para discutir assuntos da atualidade.
Rolado Monteiro iniciou aprendizado cirúrgico no Serviço de Ginecologia e Cirurgia Geral no Hospital de Nossa Senhora da Saúde (Hospital da Gamboa). Obteve o grau de doutor em 1923 pela Faculdade de Medicina do Rio de Janeiro, atualmente, Faculdade de Medicina da Universidade Federal do Rio de Janeiro (UFRJ).
Recebeu vários prêmios, entre eles:
Prêmio de Ginecologia Mme. Durocher da Academia Nacional de Medicina.
Prêmio de Ginecologia (1938) da Sociedade de Medicina e Cirurgia do Rio de Janeiro.
Além disso, em 29 de maio de 1941, ocupou a cadeira 68 da Academia Nacional de Medicina.
Morreu em 13 de novembro de 1990, no Hospital de Clínicas da UERJ, antigo Hospital Pedro Ernesto da Faculdade de Ciências Médicas.

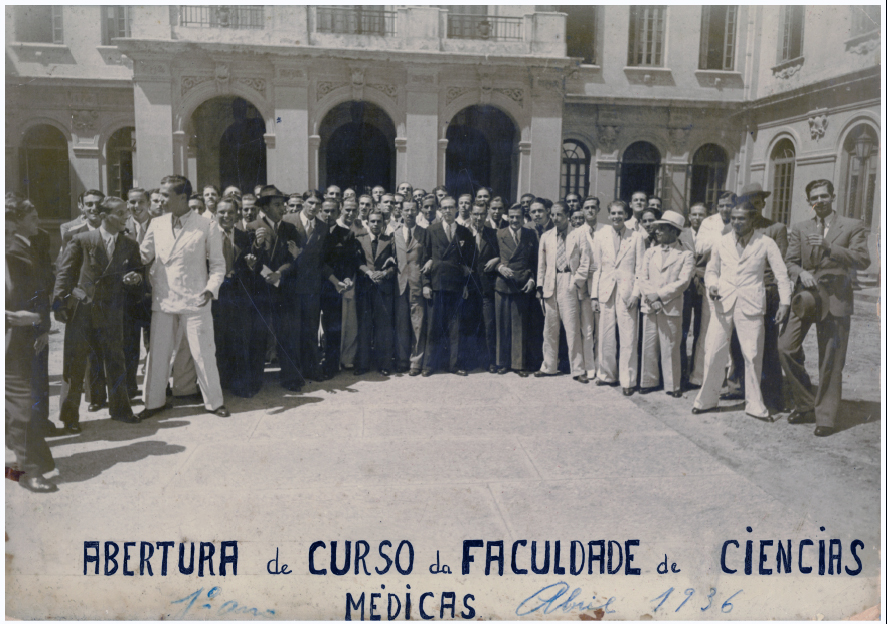
Abertura do Curso da 1ª Turma da Faculdade de Ciências Médicas do Rio de Janeiro, no hospital Graffrée-Guinle em abril de 1936.

## Realizações
Rolando Monteiro foi um dos principais fundadores da Faculdade de Ciências Médicas, inaugurada em abril de 1936, tendo como sede as dependências do hospital Graffrée-Guinle e, posteriormente, com sede própria na rua Fonseca Telles, n° 121 em São Cristóvão. De acordo com o prof. João Salim Miguel, a Faculdade de Ciências Médicas, que funcionava na Rua Fonseca Teles, foi "praticamente fundada, dirigida e administrada com recursos pessoais do grande mestre, Prof. Rolando Monteiro".
Em 1949, juntamente com Agamémnon Parente Moraes, Rolando Monteiro publica a primeira revista da Faculdade de Ciências Médicas: Raios X.
A partir de quatro grandes faculdades já preexistentes no Rio de Janeiro - a Faculdade de Ciências Médicas, Faculdade de Ciências Jurídicas, Faculdade de Ciências Econômicas e a Faculdade de Filosofia, Ciências e Letras - é criada, pela segunda vez (após o malogro da iniciativa anterior do Prefeito Pedro Ernesto, de 1935, extinta e incorporada à Universidade do Rio de Janeiro, em 1937, constituindo-se na Universidade do Brasil, hoje UFRJ) a Universidade do Distrito Federal (UDF), denominada, posteriormente, de Universidade do Estado da Guanabara (UEG) (dada a tranferência do govêrno federal para Brasília e a transformação da Cidade do Rio de Janeiro de Distrito Federal em Estado) e, atualmente, de Universidade do Estado do Rio de Janeiro (UERJ) (após a "fusão" - reunificação dos territórios - dos Estados da Guanabara e do Rio de Janeiro).
Em 15 de fevereiro de 1952, Rolando Monteiro é nomeado reitor da UDF em solenidade no Palácio Guanabara.
Foi agraciado com o Prêmio Anísio Teixeira em 1986.

## Obras
- MONTEIRO, Rolando. Efemerides. Rio de Janeiro: Otium cum diginitate, 1978, 339pp.
- MONTEIRO, Rolando. As edições de os "LUSÍADAS" pesquisa e análise. Rio de Janeiro: Otium cum dignitate, 1ª ed.1972, 2ª ed.1979, 166pp.
- MONTEIRO, Rolando. Camões: controvérsias biográficas, 1982, 77pp, Dag D’Agostino Artes Gráficas LTDA.